# Ardisia laevigata
Ardisia laevigata är en viveväxtart som beskrevs av Carl Ludwig von Blume. Ardisia laevigata ingår i släktet Ardisia och familjen viveväxter. Inga underarter finns listade i Catalogue of Life.